# Memorias históricas

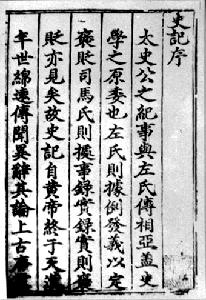
Primera página del manuscrito de Shiji.

Las Memorias históricas (chino tradicional: 史記 *s-rəʔ (C)krəʔs, chino simplificado: 史记, pinyin: Shǐjì, también traducido como Recuerdos del gran historiador) son la obra maestra del historiador Sima Qian, compuesta entre los años 109 a. C. y 91 a. C., durante la dinastía Han. En esta obra se narran los 2500 años de historia china desde la época del legendario Emperador Amarillo hasta la época del propio autor, con algunas interpolaciones en el texto hechas después de su muerte.
Gran parte de los acontecimientos de las épocas más antiguas de China se conocen gracias a la meticulosidad de la Shijì. Las Memorias Históricas tendrán una amplia influencia sobre los historiadores posteriores y han marcado la manera en que los chinos ven su propia historia.
Es la primera historia de China hecha de forma sistemática, por lo que ha influido en gran medida en la historiografía y prosa china. Sima Qian intentó realizar una obra desprovista de errores e investigó en los siempre bien nutridos archivos de China para recabar datos. También realizó varios viajes y habló con testigos de hechos recientes para documentarse.

## Estilo
El texto consta de 130 capítulos y ha llegado casi completo hasta la actualidad. En muchos capítulos el autor describe las situaciones con gran viveza y pone palabras en boca de los personajes históricos, construyendo así diálogos. Su estilo literario hace que sea una obra muy apreciada no solo en China, sino también en Japón y Corea. Otros capítulos resultan de lectura árida y solo tienen interés para los especialistas en literatura e historia de China.

### Veracidad
Sima Qian consideraba muy importante la redacción de esta obra con fuentes veraces. El emperador Wu, de la dinastía Han (Han Wudi, di significa emperador) le condenó a ser castrado por unos comentarios que no fueron de su agrado. Una condena de este tipo no era anormal en aquella época y los condenados preferían suicidarse antes de sobrellevar la vergüenza de la castración. Sima Qian contradijo las costumbres religiosas y se sometió a tal humillante castigo para poder completar su obra.
En su composición, el autor utiliza un método similar al periodístico:
1. Recopilación de la información, utilizando los libros y registros de la Biblioteca Imperial y otros manuscritos heredados de Sima Tan, además de numerosos datos recogidos de primera mano en sus viajes.
2. Verificación de la información, mediante la comprobación de los rumores y leyendas en sus recorridos por los diferentes territorios.
3. Análisis de la información. Qian se propuso descubrir los patrones y los principios del desarrollo de la historia humana y la relación de estos con lo divino, llegando a la conclusión de que la voluntad de los individuos dirige el curso de la historia.

Por ejemplo, la narración del intento de Jing Ke de asesinar al primer emperador era una historia conservada en la tradición oral desde su origen. Sima Qian recogió muchas de estas tradiciones y las utilizó como fuentes de su obra. Por otro lado, la diversidad de fuentes hace que existan discrepancias entre algunas partes del texto.

### Estructura
Los ciento treinta capítulos (escritos en rollos) se dividen en varias categorías:
1. 12 capítulos de Běnjì (本紀) contienen las biografías de los mandatarios desde el legendario Emperador Amarillo hasta Qin Shi Huang y los reyes de las dinastías Xia, Shang y Zhou, así como las biografías de los emperadores Han y los personajes más relevantes de esta dinastía Han hasta la muerte del autor.
2. 30 capítulos de Shìjiā (世家) contienen las biografías de mandatarios y personajes de las épocas de las Primaveras y Otoños y Reinos Combatientes.
3. 70 capítulos de Lièzhuàn (列傳) contienen biografías de figuras importantes como Laozi, Mozi, Sunzi y Jing Ke.
4. 8 capítulos de Shū (書) son los datos económicos y culturales de las épocas tratadas en el libro.
5. 10 capítulos Biǎo (表) son cronografías.

### Biografías

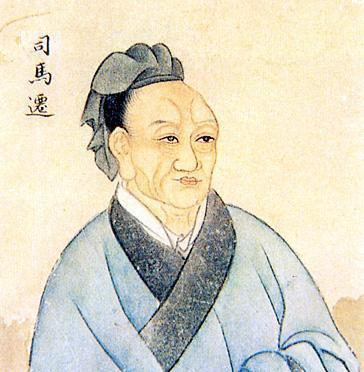
Sima Qian, autor de Shǐjì.

Algunos capítulos se dedican a biografías de personajes ilustres, como Laozi (老子), en una de las escasas referencias existentes como personaje histórico. En ella se explica la génesis del Tao Te King. Se cuenta como al abandonar Laozi el territorio de China para aislarse del mundo, un guardia de la frontera que conocía su fama le pidió que no se fuera hasta haber puesto por escrito su doctrina. Haciendo caso de la petición del guardia, Laozi se detuvo un tiempo y compuso con cierta rapidez el Dao De Jing (libro del Tao: Tao Te King).

## Enseñanzas
A pesar de que los textos oficiales de las dinastías chinas adoptaban la doctrina de Confucio y proclamaban los derechos divinos del emperador, Sima Qian escribe de una manera más liberal y objetiva, después imitada por muchos poetas y novelistas de la China antigua.